# Памятник сражению при Березине (1812)
Памятники сражению при Березине — памятники павшим в сражении на Березине во время Отечественной войны 1812 года, поставленные у места переправы через реку Березина Великой армии Наполеона I в деревнях Студёнка и Брили Борисовского района Минской области Республики Беларусь.

## История
При переправе через Березину Великая армия потеряла 20-25 тысяч солдат; 5 тысяч составили пленные, в основном больные и раненые. С семьями солдат и офицеров потери достигали 45-50 тысяч человек, 24 орудия, не считая утонувших.
Ранней весной 1813 года по приказу генерал-губернатора Минской губернии, действительного статского советника Павла Михайловича Добринского было приказано на месте переправы через реку Березина во время сражения на Березине 1812 года, захоронить погибших и умерших, собрать трофеи с последующей передачей в казну, очистить в этом месте реку, восстановить мост. Для выполнения задания были командирован майор корпуса шоссейных и водяных сообщений с офицером и несколькими солдатами, которые привлекли к работам местных крестьян и пленных. Жители близлежащей деревни Студёнка хотели восстановить разобранную французами для строительства переправы деревню и отстроить дома, но по приказу императора Александра I, деревня впредь не должна была существовать. 
Река представляла собой шириной 16-18 саженей с крутым и твёрдым берегом со стороны отходивших французских войск и плоским болотистым с другой стороны, с медленным течением. Русло реки было переполнено не только человеческими трупами, но и трупами лошадей, вокруг было множество предметов, брошенных Великой армией. Из реки доставали очень много чемоданов, сундуков, ранцев, ящиков, оружия, пушек, различного рода экипажей, лошадиный сбруи и т.д. Многое предметов было вырыто из-под льда и снега ещё зимой крестьянами близлежащих деревень и хорошо торговалось или обменивалось, а в усадьбах помещиков во множестве имелись предметы и вещи французской армии. В близлежащих лесах встречалось невероятное количество закоченевших трупов, сидевших под деревьями или валявшихся на земле. При них находилось очень много ценного: часы, деньги, ордена и медали, оружие, эполеты, богатая одежда и т.д. В ящиках и сундуках находилось награбленное во множественном числе золото и драгоценные камни, драгоценные монеты, серебро из сплющенных кубков, окладов икон, церковной утвари, столовой посуды, иного обихода. В болотах находилось ещё более множество предметов и погибших, но они ушли под воду при оттаивании снега весной.
Братская могила для захоронения французов была организована на западной стороне деревни Студёнка, рядом с имевшейся могильной насыпью похороненных за 100 лет до этого сражения шведских солдат во вркмя Русского похода Карла XII, что было очень символично. Лейтенантом Свиницыным были собраны ещё зимой в большом количестве документы, карты, планы, приказы, письма и иные бумаги французской армии. Особый интерес представляла корреспонденция маршалов, их дневники и даже письма императора Наполеона I к его супруге и министрам в Париже. Из находок барон фон Корсак собрал огромную и уникальную коллекцию орденских звёзд, крестов и медалей почти всех наций участвовавших в походе на Россию.

## Памятники павшим
В 1836 году на место сражения прибыл начальник 4-го отделения департамента генерального штаба Яковлев, который с целью сооружения памятника на месте сохранившихся ещё остатков французских мостов установил рядом два столба с насечкой N (Наполеон), а третий столб поставил при въезде в деревню.

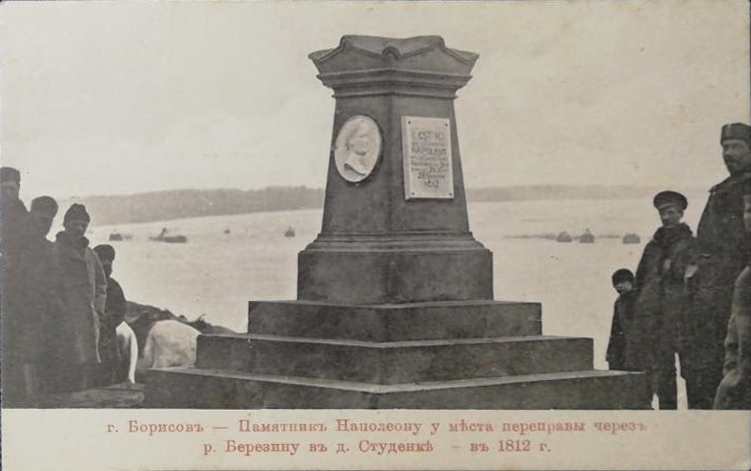
Памятник, установленный в 1901 г. Фото 1910 г.

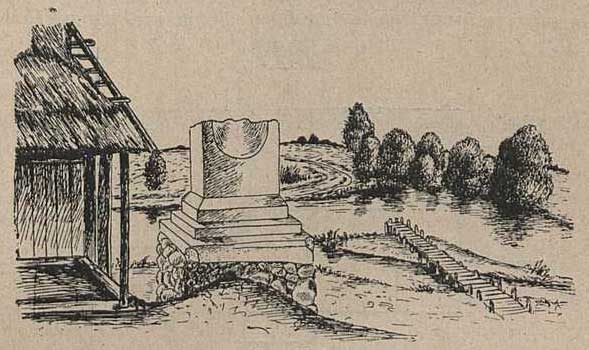
Состояние того же памятника в 1926 г.

С целью увековечивания места, где Наполеон в 1812 году совершил свой переход через реку Березину, у деревни Студёнка на средства местного помещика Иван Христофорович Колодеева по проекту офицера 1-й отдельной артиллерийской бригады Н. В. Зарецкого сооружён памятник, открытие которого состоялось 14 ноября 1901 года. Памятник поставлен на кургане, на берегу реки, где по преданию, были устроены наполеоновские мосты. Памятник украшен на западной стороне медальоном с изображением императора Наполеона, а с восточной стороны медальоном с изображением императора Александра I. Оба изображения в лавровых венках. На южной и северной сторонах помещены памятные доски с надписями на русском языке: Здесь переправлялся через Березину император Наполеон со своей армией 14, 15 и 16 ноября 1812 года. На противоположной стороне аналогичная надпись на французском языке, за исключением дат, где указаны числа по новому стилю: 26, 27 и 28 ноября. Из-за использованного при строительстве материала памятник получился недолговечным и разрушался, поэтому в связи с празднованием 150-летия сражения в 1962 году его разобрали окончательно.
В том месте, где начинался артиллерийский мост, был установлен валун с памятной плитой и надписью: Здесь на Березине 14-16/26-28/ ноября 1812 года Русская армия под командованием М.И. Кутузова завершила разгром наполеоновских войск. Вечно живёт память о подвигах народов России отстоявших честь и независимость своей страны.  

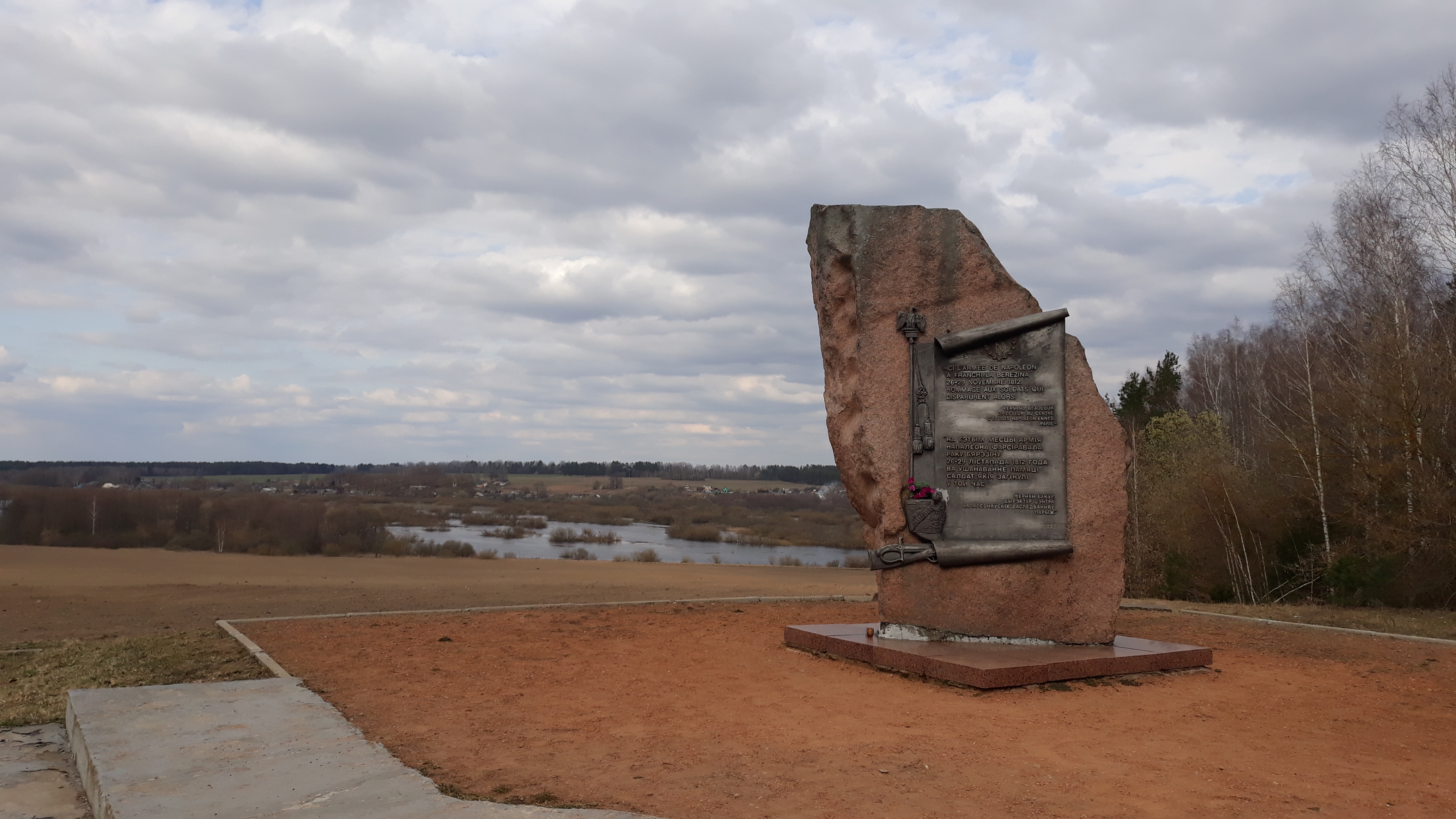
Памятник павшим французским солдатам

В 2002 году у дороги на въезде в Студёнку установили памятник жертвам войны 1812 года. Тело павшего воина символизирует всех погибших при Березине. На памятнике установлена доска: Памятник создан на средства Правительства Швейцарской конфедерации. Автор: Артимович А.Е, художник-скульптор. Соавторы: Морозов И.В., архитектор Новик Г.В. Также был восстановлен памятник установленный в 1901 году.
На месте захоронения неизвестного наполеоновского солдата у деревни Брили установлен памятник павшим французским солдатам из красного гранита с мемориальной доской с надписью на белорусском и французском языках.
В настоящее время на месте сражения властями республики Беларусь создан исторический комплекс Брилёвское поле.

## Памятная медаль
В честь разгрома Великой армии Наполеона была выпущена памятная медаль. Лицевая сторона медали: Поясное профильное изображение императора Александра I, в шлеме, с копьём в правой руке и с щитом у левого плеча. На окружности щита представлены сражающиеся воины и надпись: Лейпциг. По середине щита видна часть двуглавого орла. Надпись по окружности: Родомысл (бог древних славян, ему приписывали храбрость, мудрость и правду) девятагонадесять века. Внизу на щите: “Р.А. Кле” (штемпель вырезан по модели графа Ф. Толстого, Алексеем Клепиковым).
Оборотная сторона: Русский воин в кольчуге и шлеме, с щитом на левой руке и мечом у левого бедра, правою рукою указывает на поле, покрытое поломанным оружием, воинскими доспехами, трупами людей и лошадей. По верху надпись: Сражение при Березине. Под обрезом надпись: с медал. Г. Толс. Р.А. Лялин 1835. Ниже обреза – 1812. Диаметр медали 2,9/16 дюйма.

## Медальон графа Толстого
Повторяет памятную медаль, но по верху надпись: Тако погибают враги Отечества моего. На обрезе надпись: Изобрёл и рисовал граф Фёдор Толстой 1816. Под обрезом: Сражение при Березине. Ниже: 1812.